# 4-я Московская гимназия
Четвёртая Московская гимназия — гимназия, созданная в Москве в 1849 году на базе Московского дворянского института.

## История
4-я московская мужская гимназия с благородным пансионом при ней была учреждена 1 июня 1849 года. При закрытии Московского дворянского института, дальнейшее существование которого было признано бесполезным в связи с предполагавшимся открытием в Москве 2-го кадетского корпуса, обнаружились затруднения в распределении большинства воспитанников института по существовавшим учебным заведениям. В связи с этим Н. М. Коншину было предписано открыть 4-ю гимназию в здании института. Кроме здания от Дворянского института гимназии перешли ещё и долги за него Московскому университету. Таким образом, до 1861 года, 4-я московская гимназия находилась в доме Пашкова. Одновременно с гимназией, 1 сентября 1849 года был открыт Благородный пансион на 150 человек с платой по 300 рублей в год за каждого воспитанника (такая же как была в дворянском институте).
Первоначально в семь классов гимназии было зачислено 146 учеников, в основном, дети дворян — 115 человек. Пансионеров числилось 81. Педагогический штат составили: директор, инспектор, законоучитель, 7 старших и 3 младших учителя, а также учитель чистописания, черчения и рисования; за пансионерами наблюдали два надзирателя.
В 1849 году в Российской империи была проведена реформа, согласно которой гимназический курс был разделён на начальное (общее) и специальное обучение. В трёх низших классах гимназии давали основы наук, учили русскому языку, математике, истории, географии, немецкому и французскому языкам, чистописанию, черчению, рисованию и закону Божию. В следующих четырёх, собственно гимназических классах для тех, кроме обязательных предметов, как философия, словесность, экономика, эстетика, психология, математика, физика и другие, вводились дополнительные уроки по русскому языку, математике, законоведению. Для тех же, кто собирался продолжать обучение в университете, давались ещё и основательные знания латинского (для всех) и ещё греческого (для поступавших на философское отделение) языков. В 1850 году был произведён первый выпуск в числе 17 человек, из которых один получил золотую медаль, а 4 получили право на чин XIV класса.
В 1851 году к пансиону 4-й гимназии был присоединён пансион 1-й гимназии, что увеличило его численность на 37 человек; однако в 1854 году при 1-й гимназии пансион был возобновлён.
К 1859 году число учащихся в гимназии достигло 323 человека.
В 1861 году, чтобы освободить здание под Румянцевский музей, для гимназии было приобретено владение князей Трубецких на Покровке; при этом был списан не выплаченный гимназией долг московскому университету. Перевод 4-й гимназии в район соседства со 2-й и 3-й гимназиями сопровождался существенной переменой в личном составе: число учеников сократилось с 368 (конец 1860) до 286 (1863), в том числе 66 пансионеров и 89 полупансионеров. В трёхэтажном старинном доме с двумя флигелями занятия начались 1 сентября 1861 года. В верхнем этаже главного корпуса помещалась домовая церковь Благовещения Пресвятой Богородицы.
В 1864 году был принят новый устав гимназий, согласно которому гимназии делились на три типа: классические с двумя древними языками, классические с одним древним языком и реальные гимназии. 4-я московская мужская гимназия вошла в разряд классических с преподаванием двух древних языков.
В 1882 году в гимназии было 480 учащихся; к 1898 году — 442 человека, причём дворянские дети составляли лишь 50%.

## Выдающиеся выпускники
1850
- Владимир Губерти (золотая медаль)

1851
- Виктор Калачев
- Владимир Павлов (золотая медаль)
- Аполлон Содомцев (серебряная медаль)

1852
- Алексей Гатцук
- Митрофан Мяснов (серебряная медаль)
- Николай Павлов
- Александр Содомцев (серебряная медаль)

1853
- Николай Дювернуа
- Леонид Лаврентьев
- Василий Сергеевич

1854
Фёдор Кокошкин (золотая медаль)
- Дмитрий Мохтин (золотая медаль)
- Пётр Обнинский
- Павел Павлов (серебряная медаль)

1855
- Александр Дювернуа
- Дмитрий Зайковский
- Пётр Лебедев (серебряная медаль)
- Николай Щелкан (золотая медаль)

1856
- Степан Квашнин-Самарин (золотая медаль)
- Андрей Ливен (серебряная медаль)
- Фёдор Мацнев (золотая медаль)
- Лев Поливанов

1857
- Виктор Клюшников (золотая медаль)

1858
- Николай Зенгер (золотая медаль)
- Николай Квашнин-Самарин (серебряная медаль)

1859
- Дмитрий Коропчевский (золотая медаль)
- Михаил Офросимов (серебряная медаль)
- Пётр Погорецкий (серебряная медаль)
- Александр Раевский (серебряная медаль)
- Пётр Сущинский (серебряная медаль)
- Дмитрий Трифановский (золотая медаль)

1860
- Пётр Копосов (золотая медаль)
- Александр Крюков (серебряная медаль)
- Николай Толмачев (серебряная медаль)

1861
- Владимир Ступишин

1862
- Иван Дурново (серебряная медаль)
- Артемий Обер
- Александр Смирнов (золотая медаль)

1863
- граф Пётр Голенищев-Кутузов (золотая медаль)
- Сергей Сыроватский (серебряная медаль)
- Николай Хвостов

1864
- Николай Жуковский (серебряная медаль)

1865
- Александр Ваникин (серебряная медаль)
- граф Арсений Голенищев-Кутузов (золотая медаль)
- Валериан Оболенский (серебряная медаль)
- Николай Сонин (золотая медаль)
- Лев Сопицкий (серебряная медаль)
- Фёдор Тихомиров
- Николай Флорин (серебряная медаль)
- Исаак Фомилантов (золотая медаль)

1866
- Адриан Крюков
- Валериан Смирнов

1867
- Николай Каблуков
- Сергей Лосев (серебряная медаль)
- Платон Оболенский
- Сергей Смирнов (золотая медаль)
- Алексей Хрусталев (серебряная медаль)

1868
- Сергей Безсонов (серебряная медаль)
- Сергей Заяицкий
- Эрнест Зиринг (серебряная медаль)
- Николай Зограф (серебряная медаль)
- Николай Скрябин
- Николай Шапошников (золотая медаль)

1869
- Сергей Буренин (серебряная медаль)
- Пётр Зилов (серебряная медаль)
- Иван Клинген (серебряная медаль)
- Николай Лутковский (серебряная медаль)
- Алексей Львов

1871
- Павел Виноградов (золотая медаль)

1874
- Леонид Бельский (серебряная медаль)
- Дмитрий Кожевников (золотая медаль)
- Николай Копосов (золотая медаль)
- Лазарь Минор
- Иван Огнев
- Владимир Тимофеев (серебряная медаль)

1876
- Алексей Гиляров
- Константин Ладыженский (серебряная медаль)
- Валерий Лясковский (серебряная медаль)
- Сергей Пучков
- Николай Самгин (серебряная медаль)

1877
- Август Левенстим
- Владимир Шимкевич

1878
- Пётр Копосов (серебряная медаль)
- Василий Львов

1879
- Михаил Гринчак (золотая медаль)
- Порфирий Максимов (серебряная медаль)
- Сергей Путохин (золотая медаль)

1880
- Фёдор Гетье (серебряная медаль)
- Фёдор Кейзер (золотая медаль)
- Алексей Поспелов (серебряная медаль)
- Митрофан Путохин (золотая медаль)

1881
- Савва Морозов
- Сергей Морозов
- Сергей Рашков (золотая медаль)
- Александр Устинов (золотая медаль)

1882
- Николай Кузнецов
- Михаил Новосёлов (золотая медаль)
- Пётр Щапов (серебряная медаль)

1883
- Николай Полянский
- Георгий Салтыков (серебряная медаль)
- Алексей Шахматов (серебряная медаль)

1889
- Аким Гольдблат (золотая медаль)
- Сергей Зернов
- Сергей Куманин (серебряная медаль)

1892
- Карл Круг

1893
- Вячеслав Булычев
- Александр Греков

1896
- Николай Шапошников

1898
- Николай Евреинов

1902
- Владимир Шапошников

1903
- Николай Изгарышев

1911
- Александр Архангельский (серебряная медаль)
- Иван Веселовский (золотая медаль)

См. также: Выпускники 4-й Московской гимназии

## Директора
- 1849—1850: Николай Михайлович Коншин
- 1851—1858: барон Александр Иванович фон-Рейхель
- 19.11.1858—1873: Пётр Михайлович Копосов
- 1874—1881: Оскар Германович Гебель
- 21.01.1881—1887: Александр Григорьевич Новосёлов
- 14.3.1887—1896: Лев Станиславович Кульчицкий
- 05.10.1896—1910: Дмитрий Алексеевич Соколов
- 01.08.1910—1915: Казимир Киприанович Добровольский
- 01.09.1915—?: Николай Алексеевич Веригин

См. также: Директора 4-й Московской гимназии

## Преподаватели
Благодаря учебникам, задачникам и хрестоматиям, подготовленным её преподавателями, 4-я Московская мужская гимназия была известна всей России — страна десятилетиями изучала арифметику и алгебру «по Малинину и Буренину», потом «по Шапошникову и Вальцеву», физику по Краевичу, естественную историю по Григорьеву, русскую грамматику и литературу по Преображенскому и Поливанову, латынь по Виноградову, церковное пение по Богословскому-Платонову и т. д.
См. также: Преподаватели 4-й Московской гимназии